# 穆特峰
46°29′20.5″N 7°49′16.7″E / 46.489028°N 7.821306°E
穆特峰（德語：Mutthorn）是瑞士伯恩州的山峰，位於該國南部，屬於伯尔尼山的一部分，海拔高度3,035米，每年平均降雨量1,585毫米。

## 外部連結
- Mutthorn on Hikr （页面存档备份，存于）